# Xã East Donegal, Quận Lancaster, Pennsylvania
Xã East Donegal (tiếng Anh: East Donegal Township) là một xã thuộc quận Lancaster, tiểu bang Pennsylvania, Hoa Kỳ. Năm 2010, dân số của xã này là 7.755 người.